# Praise Idamadudu
Praise Idamadudu (* 18. Dezember 1998 in Ovu) ist eine nigerianische Sprinterin, die sich auf den 200- und 400-Meter-Lauf spezialisiert.

## Sportliche Laufbahn
Erste internationale Erfahrungen sammelte Praise Idamadudu bei den Jugendafrikaspielen 2014 in Gaborone, bei denen sie in 24,16 s die Goldmedaille im 200-Meter-Lauf gewann. Anschließend nahm sie an den Juniorenweltmeisterschaften in Eugene teil, erreichte über 200 Meter das Halbfinale und wurde über 400 Meter im Vorlauf disqualifiziert. Zudem belegte sie mit der nigerianischen 4-mal-400-Meter-Staffel in 3:35,14 min den fünften Platz. Im Jahr darauf siegte sie ebenfalls mit der Staffel in 3:38,94 min bei den Juniorenafrikameisterschaften in Addis Abeba und sicherte sich in 23,76 s auch Gold über 200 Meter. Bei den anschließenden Jugendafrikameisterschaften in Moka gewann sie in 2:08,71 min die Goldmedaille mit der Sprintstaffel (1000 Meter) und sicherte sich in 23,79 s die Silbermedaille über 200 Meter. Bei den Commonwealth Youth Games sicherte sie sich neben den 200 Metern, auch jeweils die Goldmedaille mit der 4-mal-100-Meter- und der 4-mal-400-Meter-Staffel. 2018 nahm sie erstmals an den Commonwealth Games im australischen Gold Coast teil und gewann mit der Staffel in 3:25,29 min die Silbermedaille hinter den Jamaikanerinnen. Zudem erreichte sie im 200-Meter-Lauf das Halbfinale, in dem sie mit 23,69 s ausschied. Im August wurde sie bei den Afrikameisterschaften im heimischen Asaba in 23,79 s Achte.
Bei den IAAF World Relays 2019 in Yokohama schied sie mit der 4-mal-400-Meter-Staffel mit 3:32,10 min in der ersten Runde aus. 2022 erreichte sie bei den Afrikameisterschaften in Port Louis das Halbfinale über 400 Meter und schied dort mit 54,44 s aus. Auch über 200 Meter schied sie mit 23,58 s im Semifinale aus und siegte mit der 4-mal-100-Meter-Staffel in 44,45 s gemeinsam mit Tima Godbless, Praise Ofoku und Tobi Amusan.
2015 wurde Idamadudu Nigerianische Meisterin im 200-Meter-Lauf.

## Persönliche Bestleistungen
- 200 Meter: 22,96 s (+2,0 m/s), 1. Mai 2022 in Williamsburg
  - 200 Meter (Halle): 23,61 s, 18. Februar 2022 in Louisville
- 400 Meter: 52,27 s, 2. Mai 2022 in Williamsburg
  - 400 Meter (Halle): 53,16 s, 19. Februar 2022 in Louisville